# Wu ji, la légende des cavaliers du vent
Pour les articles homonymes, voir The Promise.
Pour plus de détails, voir Fiche technique et Distribution.
Wu ji, la légende des cavaliers du vent (无极, Wú Jí) est un film chinois réalisé par Chen Kaige, sorti en 2005.

## Synopsis
Parmi les décombres d'une bataille, une enfant cherche de quoi se vêtir et se sustenter. Sorti de nulle part, un autre enfant vêtu d'une armure la piège et lui fait un chantage. Elle parvient à s'en défaire mais dans sa fuite perd son précieux butin. Une déesse apparaît alors et lui restitue son bien ; en échange elle exige cependant de la jeune fille un choix crucial.

## Fiche technique
- Titre : Wu ji, la légende des cavaliers du vent
- Titre original : 无极, Wú Jí
- Titre international : The Promise
- Réalisation et scénario : Chen Kaige
- Musique : Klaus Badelt
- Photographie : Peter Pau
- Production : Hong Chen et Sanping Han (en)
- Société de distribution : TFM Distribution (France)
- Pays de production :  Chine
- Format : couleurs - 2,35:1 - Dolby Digital - 35 mm
- Genre : wu xia pian
- Durée : 128 minutes
- Date de sortie : 15 décembre 2005

## Distribution
- Jang Dong-gun (VF : Alexis Victor) : Kunlun
- Hiroyuki Sanada : General Guangming
- Cecilia Cheung : Princesse Qingcheng
- Nicholas Tse : Wuhuan
- Liu Ye : Snow Wolf
- Hong Chen : La déesse Man
- Cheng Qian : L'empereur

## Distinctions
- Golden Globes 2006 : Meilleur film en langue étrangère (nomination)